# Fischleintal
Das Fischleintal (italienisch Val Fiscalina) mit dem Fischleinbach (ital. Rio Fiscalino) ist ein rund 4,5 km langes, vom Sextental nach Süden abzweigendes Seitental in den Sextner Dolomiten im östlichsten Teil von Südtirol in Italien.

## Name
Der Name Vischelein bzw. Vischeleyne wurde 1295 erstmals urkundlich erwähnt. Er kann wahrscheinlich auf die mittelhochdeutschen Begriffe wīze (=weiß) und lieune (=Lahn, Mure, Rutschung) zurückgeführt werden, damit könnten die vielfach im Tal vorhandenen Schutthalden und Murkegel aus hellem Dolomit-Gestein gemeint sein.
In älterer Literatur wurde der Name Fischleintal auf Basis der lateinisch klingenden Belege Uiscalina, Fiscalina als 'dem Fiskus zinspflichtiges Tal' gedeutet. Diese Belege sind in Urkunden enthalten, die angeblich aus den Jahren 965 und 973 stammen; mittlerweile werden sie aber als spätmittelalterliche Fälschungen eingestuft.

## Lage
Es reicht in voller Breite vom Sextner Ortsteil Moos bis zur Talschlusshütte via Fischleinboden mit gleichnamigem Großparkplatz und Buswendepunkt für den Linienbus Kreuzbergpass-Innichen/Toblach. Das sich zum Talschluss hin verjüngende Tal ist durch Wege, Gaststätten und Beherbergungsbetriebe gut erschlossen. Hinter dem Fischleinboden wird die asphaltierte Straße von unbefestigten, aber gut gangbaren Wegen abgelöst.
Das Tal ist für seine landschaftliche Schönheit überregional bekannt und führt in den Naturpark Drei Zinnen, vorbei an einigen Gipfeln der Sextner Sonnenuhr. Hinter der Talschlusshütte (1.548 m) gabelt es sich am Fuß des Einserkofels in das Bachern- und das Altensteintal, welches gegen die Drei Zinnen und den im Ersten Weltkrieg hart umkämpften Paternkofel hinaufzieht. Auf den Zustiegen zur Dreizinnenhütte auf dem Toblinger Riedel und zur Zsigmondyhütte im Bacherntal wird das Fischleintal oft durchwandert.
Das Fischleintal entwässert über den Fischleinbach, der im Sextner Ortsteil Moos in den Sextner Bach, einen Zubringer der Drau, mündet.

## Bergsturz
Am Morgen des 12. Oktober 2007 stürzten ca. 60.000 Kubikmeter Fels- und Geröllmassen vom Einserkofel (2.698 m) in den hinteren Talgrund. Es kamen dabei keine Menschen zu Schaden, 30 Urlauber konnten unverletzt gerettet werden. Der Felssturz begrub weite Teile eines Parkplatzes unter Geröllschutt und ließ den Fischleinbach über die Ufer treten. Der Bergsturz wird auf die Sprengkraft von in Felsspalten aufgrund vorausgegangener heftiger Temperaturschwankungen gefrierenden Wassers zurückgeführt. Eine zunächst vermutete Folge der Klimaerwärmung wurde jedoch relativiert.

## Galerie

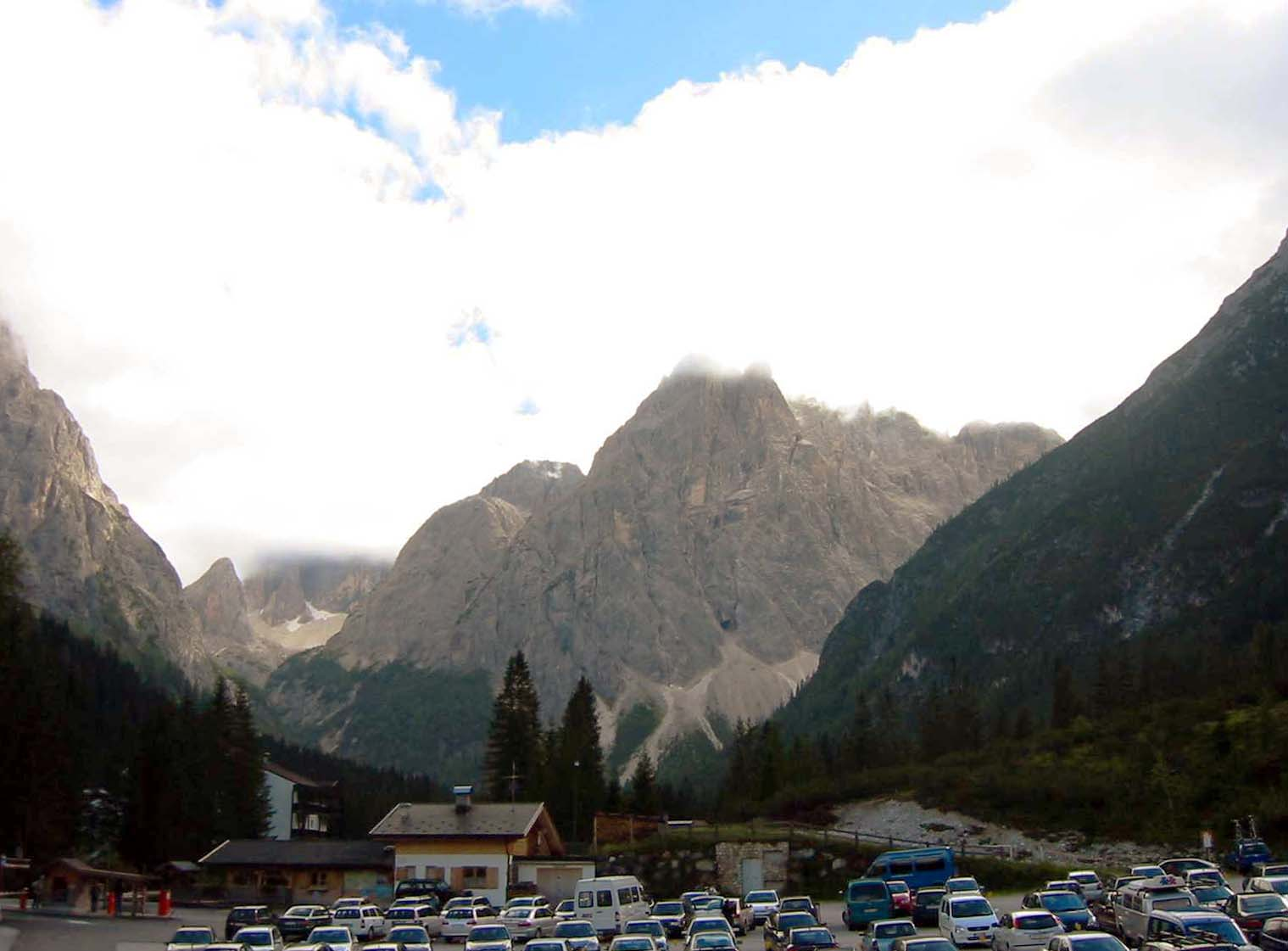
Fischleinboden-Hütte
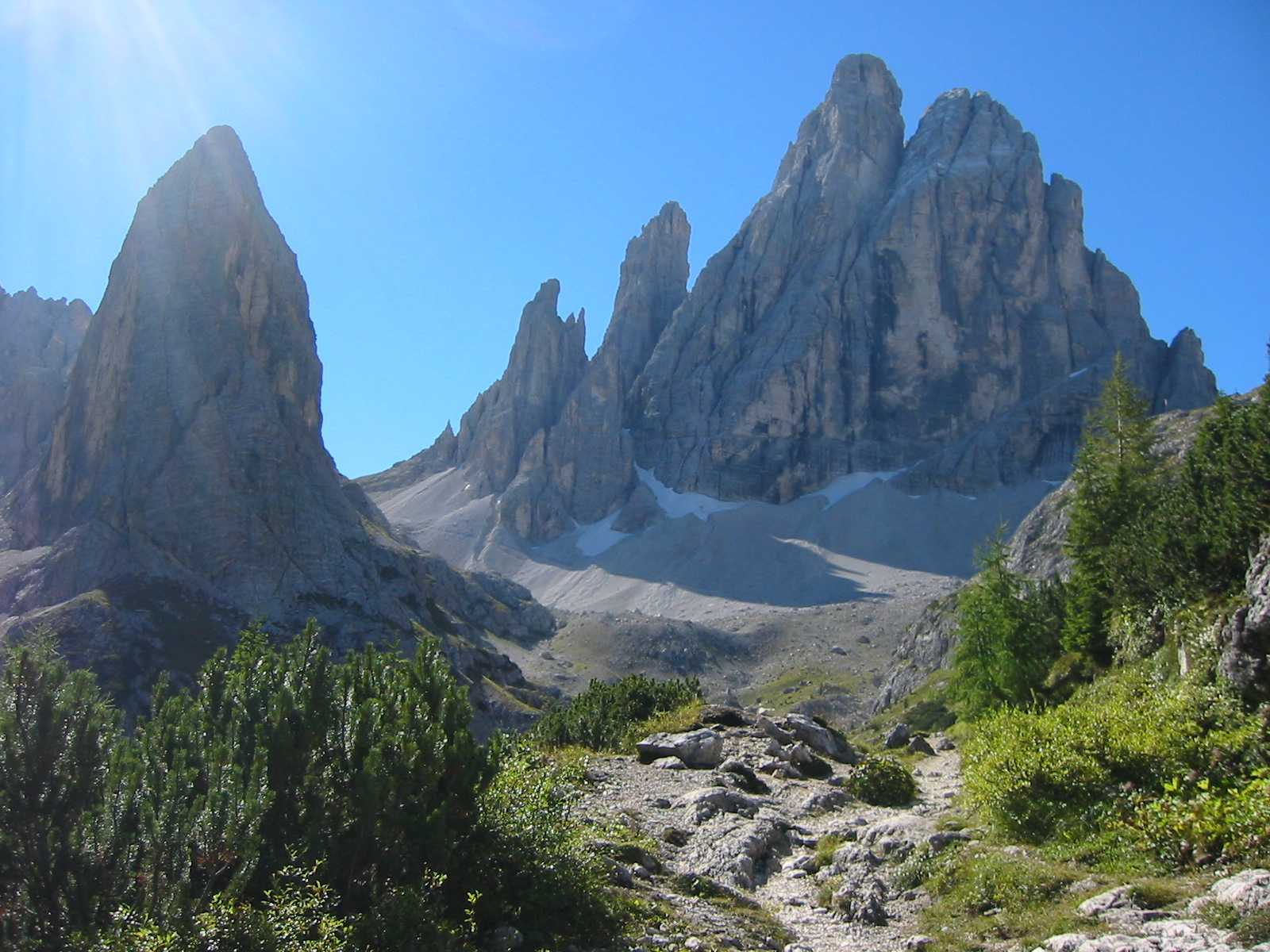
Hochleist (links) und Zwölferkofel der Sextner Sonnenuhr
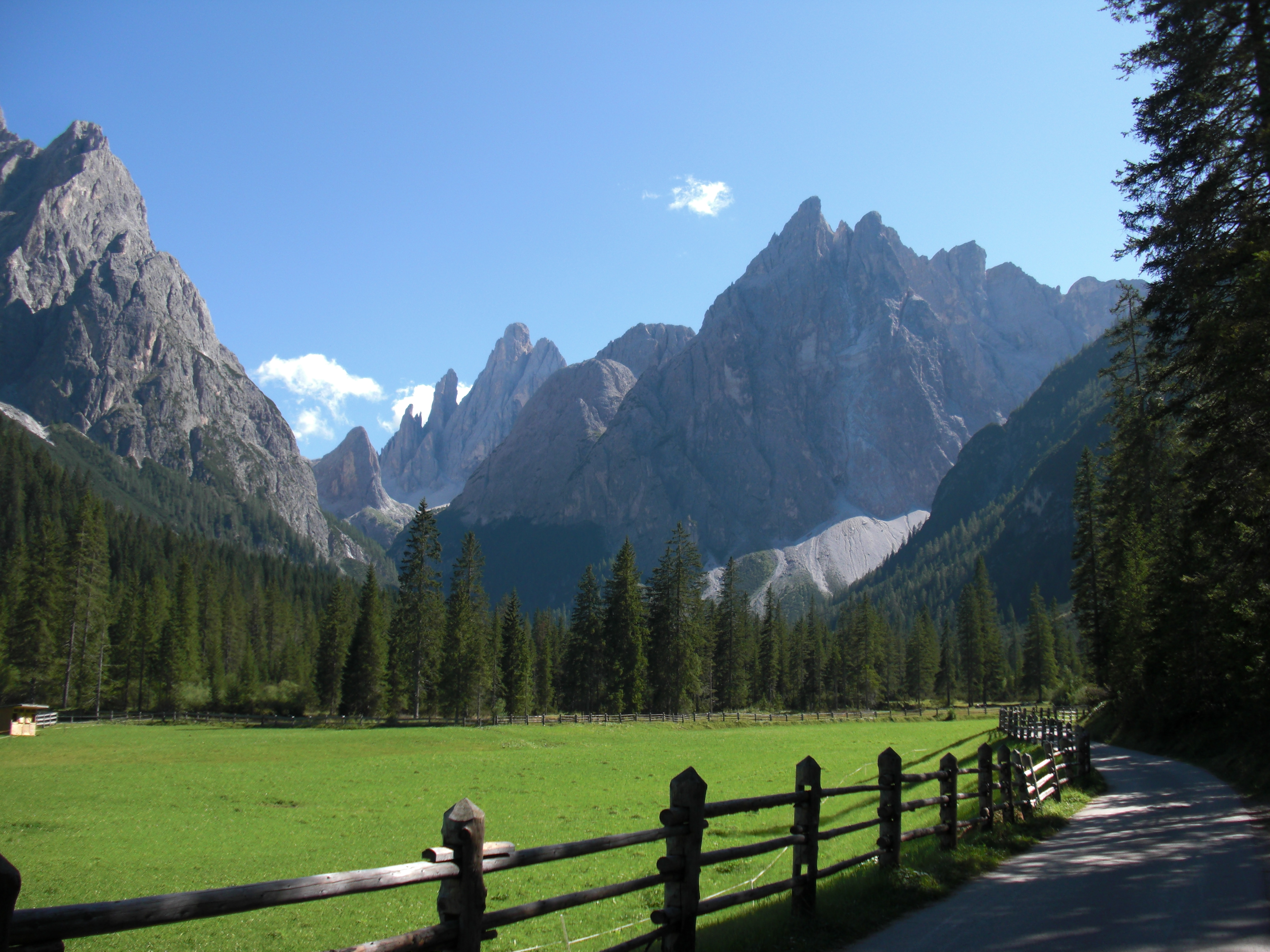
Blick vom Fischleintal auf die Sextner Sonnenuhr.
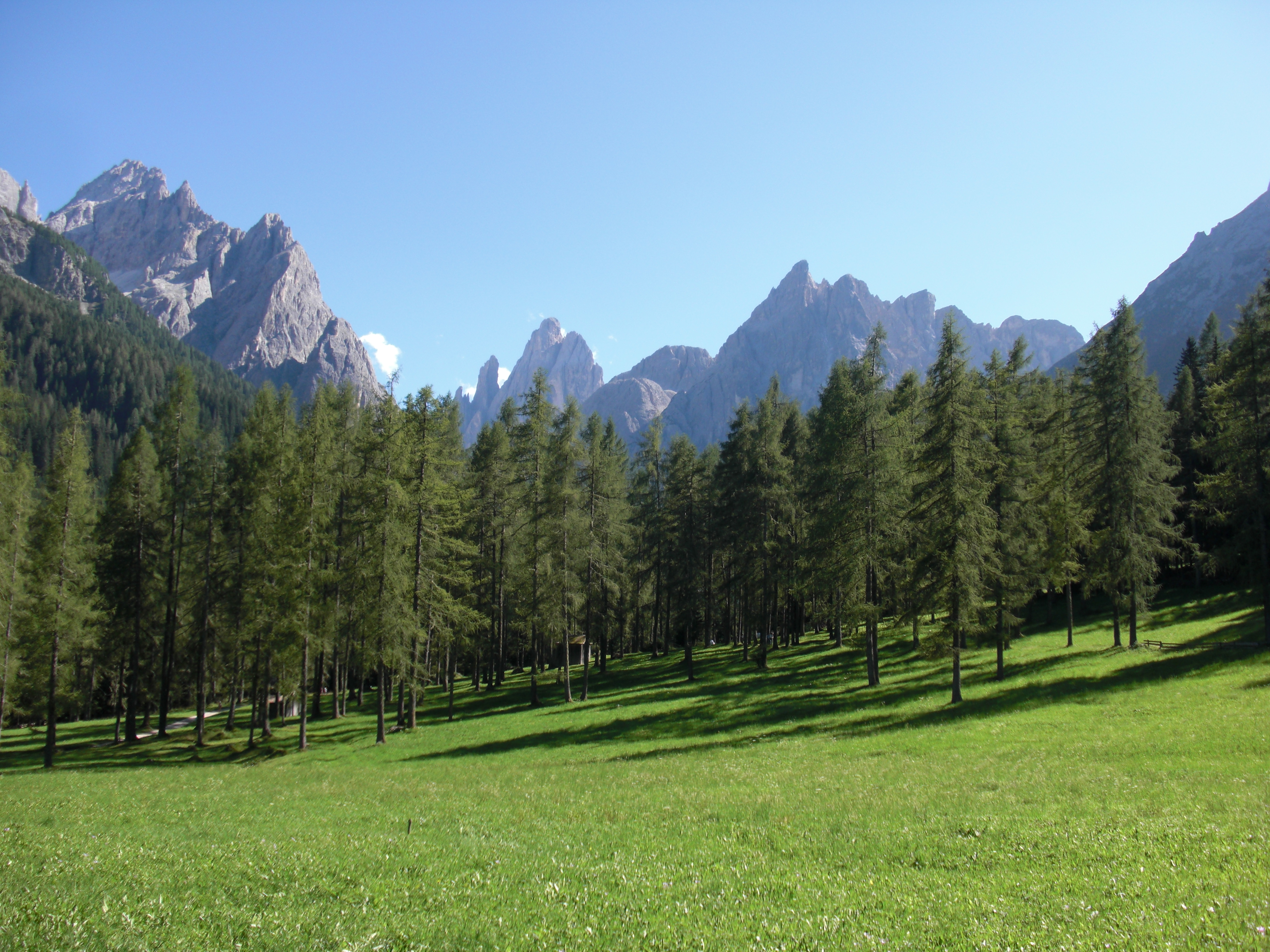
Lärchenwiesen am Talbeginn
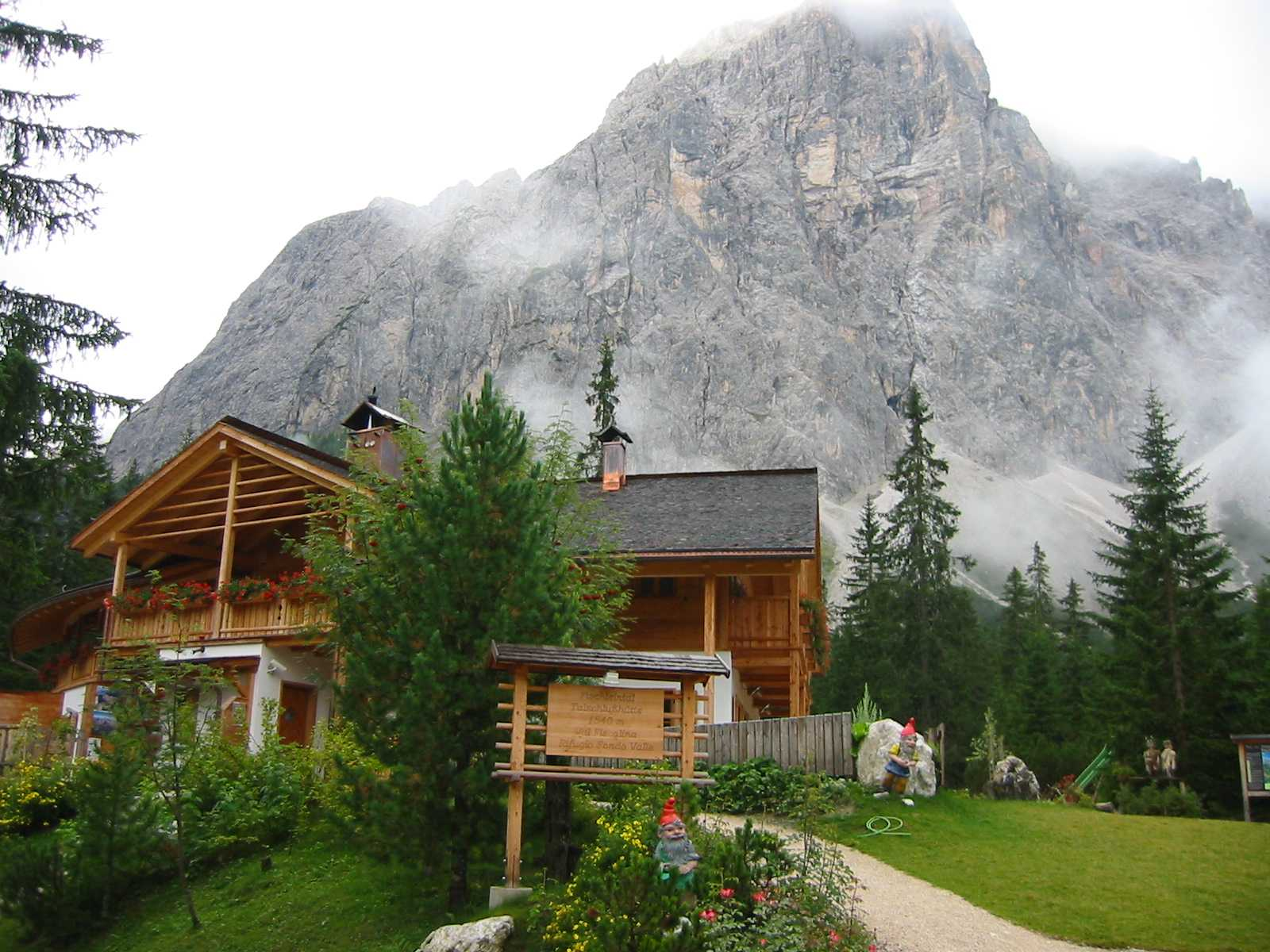
Talschlusshütte am Ende des Fischleintales